# ポコ (イラストレーター)
ポコは、兵庫県在住の日本のイラストレーター。スレンダーな体型の少女と、機械を描くことを得意とする。室埴ポコ（むろはにポコ）名義での活動も行っている。
サークル「あさひあげ」で同人活動を行っており、このサークル名は同県の米菓製造販売業・播磨屋本店が製造する「朝日あげ」に由来する。
『電撃文庫MAGAZINE』（アスキー・メディアワークス）Vol.4〜6でイラスト講座を連載。

## 来歴・人物
兵庫県の日本海側の山間部で生まれ育ち、高校卒業までは漫画やアニメとは無縁の生活を送り、あまりイラストを描くこともなかった。
神奈川県の大学に入学したことを機に一人暮らしをすることとなり、大学では射撃部に所属した。その際、射撃部の部員たちから、漫画やアニメ、ギャルゲーを勧められて、強い関心を持つようになり、またコミックマーケットにも参加するようになる。同時に、大学2回生頃から本格的に絵を書き始めた。
大学では自動車工学を専攻し、卒業後は自動車メーカーに就職する予定であった。しかし、就職説明会に参加するうちに違和感を覚え、思い切ってギャルゲーメーカーへ応募したところ、採用されることとなった。その後、数年間は、勤務先のギャルゲーメーカーで働きながら、絵の練習を続け、数年後に退社してフリーランスのイラストレーターとなっている。

## 作風
イラストレーターの天夢森流彩は、ポコについて「ぶかぶか和服を描かせたら日本屈指」と評し、少女キャラクターの衣服を魅力的にデザインする技術に長けていると言う。
特にスレンダーな体型の少女を描くことが多い。これはいわゆる「MS少女」などの機械と少女を組み合わせたイラストを好む関係上、機械や衣装の見栄えを良くするために、手足を細くする必要があったからであるという。また、狐耳をつけた少女と和服の組み合わせのイラストも好んで描いている。
こうしたポコのイラストについて、イラストレーターのカントクは独特な世界観の衣装となっていると評価し、「和服にメカが混ざっているファンタジー要素」が独自の魅力であると述べている。

## 主な商業作品
キャラクターデザイン
- 『CHUNITHM STAR PLUS』（SEGA）スカイフェザー[1]
- 『マテリアルブレイブ』上音真白[1]
- 『ワンダちゃんNEXT DOOR プロジェクト』FILE:07 ポコVer.[7]

挿画
- シゴフミ（雨宮諒・著、電撃文庫）
- クリスナーガ（小林三六九・著、電撃文庫）
- 六畳間の侵略者!?[8]（健速・著、HJ文庫）
- ストライク・プリンセス（冬木冬樹・著、角川スニーカー文庫）

## 主な同人作品
- しらたま団子（きつね耳少女）
- CHAIN:SAW（チェーンソーメカ少女）
- NAVY FIELD 152（兵器少女とオリジナル霊獣、グッドスマイルカンパニーにより立体化が告知されている[9]）